# Maske Kimsin Sen?
Maske Kimsin Sen? ist eine türkische Musikshow, in der Prominente maskiert in Ganzkörperkostümen singen. Sie basiert auf dem südkoreanischen Format King of Mask Singer. Moderator der türkischen Ausgabe ist der Schauspieler Tansel Öngel. In der Jury sind Eda Ece, Melis Sezen, Alican Yücesoy und Doğu Demirkol. Die Sendung wurde nach einer Staffel eingestellt.

## Konzept
In jeder Show treten in Ganzkörperkostümen Prominente wie Sänger, Schauspieler oder Sportler mit einem selbst ausgewählten Lied in einem Gesangswettstreit gegeneinander an. Die Stimmen der Prominenten sind außerhalb des Singens zur Unkenntlichkeit verzerrt. Nach dem Auftritt soll die Jury erraten, welcher Prominente unter der Maske steckt. Dafür werden zu jedem der Kostümierten Gegenstände als Live-Indiz auf die Bühne gebracht und die Person sagt etwas dazu. Außerdem darf die Jury eine Frage stellen.
Der Teilnehmer, der am Ende seines Kampfes mit seiner Leistung die wenigsten Stimmen vom Publikum erhält, wird ins Risiko geschickt. Schließlich scheidet der Teilnehmer, der unter den gefährdeten Masken die wenigsten Stimmen erhält, aus dem Wettbewerb aus und muss seine Maske abnehmen.

## Teilnehmer
| Platz | Kostüm      | Person             | Bekannt als    | Aus in Folge |
| ----- | ----------- | ------------------ | -------------- | ------------ |
| 1     | Löwe        | Özge Borak         | Schauspielerin | 9            |
| 2     | Pfau        | Emre Altuğ         | Sänger         | 9            |
| 3     | Einhorn     | Berna Laçin        | Schauspielerin | 9            |
| 4     | Rabe        | Kubilay Aka        | Schauspieler   | 9            |
| 5     | Ente        | Aslı Bekiroğlu     | Schauspielerin | 9            |
| 6     | Reh         | Burcu Özberk       | Schauspielerin | 9            |
| 7     | Dinosaurier | Müge Boz           | Schauspielerin | 8            |
| 8     | Drache      | Cemal Hünal        | Schauspieler   | 7            |
| 9     | Spiegel     | Biran Damla Yılmaz | Schauspielerin | 6            |
| 10    | Ritter      | Ender Saraç        | Doktor         | 5            |
| 11    | Skelett     | Keremcem           | Sänger         | 4            |
| 12    | Baum        | Derya Baykal       | Schauspielerin | 3            |
| 13    | Gladiator   | Hazer Amani        | Koch           | 2            |
| 14    | Späher      | Ümit Karan         | Fußballspieler | 1            |

## Folgen
|   | Kostüm      | Lied, Originalinterpret             | Ergebnis      |
| - | ----------- | ----------------------------------- | ------------- |
| 1 | Einhorn     | Boş Vermişim Dünyaya – Ajda Pekkan  | Gewonnen      |
| 2 | Späher      | Ele Güne Karşı – MFÖ                | Ausgeschieden |
|   |             |                                     |               |
| 3 | Löwe        | Everyway That I Can – Sertab Erener | Gewonnen      |
| 4 | Ritter      | Ben Tabii ki – Ümit Sayın           | Vielleicht    |
|   |             |                                     |               |
| 5 | Dinosaurier | Seni Yerler – Sezen Aksu            | Gewonnen      |
| 6 | Drache      | Resimdeki Gözyaşları – Cem Karaca   | Vielleicht    |
|   |             |                                     |               |
| 7 | Baum        | Kolbastı – Sinan Yılmaz             | Gewonnen      |

|   | Kostüm    | Lied, Originalinterpret              | Ergebnis      |
| - | --------- | ------------------------------------ | ------------- |
| 1 | Pfau      | Bahçe Duvarından Aştım – Neşet Ertaş | Vielleicht    |
| 2 | Reh       | Martılar – Edis                      | Gewonnen      |
| 3 | Rabe      | Way Down We Go – Kaleo               | Gewonnen      |
|   |           |                                      |               |
| 4 | Ente      | Cambaz – Mor ve Ötesi                | Vielleicht    |
| 5 | Skelett   | Rüya – Ünlü                          | Gewonnen      |
|   |           |                                      |               |
| 6 | Spiegel   | Uslanmıyor Bu – Zeynep Bastık        | Gewonnen      |
| 7 | Gladiator | We Will Rock You – Queen             | Ausgeschieden |

|   | Kostüm      | Lied, Originalinterpret                  | Ergebnis      |
| - | ----------- | ---------------------------------------- | ------------- |
| 1 | Löwe        | Bambaşka Biri – Ajda Pekkan              | Gewonnen      |
| 2 | Baum        | Kim Arar Seni – Nilüfer Yumlu            | Ausgeschieden |
|   |             |                                          |               |
| 3 | Ritter      | Dalgalandım Da Duruldum – Müzeyyen Senar | Vielleicht    |
| 4 | Einhorn     | Olanlar Oldu Bana – Ajda Pekkan          | Gewonnen      |
|   |             |                                          |               |
| 5 | Drache      | Tek Başına – Ayten Alpman                | Gewonnen      |
| 6 | Dinosaurier | Deli Divane – Ebru Gündeş                | Vielleicht    |

|   | Kostüm  | Lied, Originalinterpret                     | Ergebnis      |
| - | ------- | ------------------------------------------- | ------------- |
| 1 | Spiegel | Seviyorum Sevmiyorum – Nil Karaibrahimgil   | Vielleicht    |
| 2 | Ente    | Benim Ol – Edis                             | Gewonnen      |
| 3 | Rabe    | Yalnızlık Senfonisi – Sezen Aksu            | Gewonnen      |
|   |         |                                             |               |
| 4 | Reh     | Bütün Kızlar Toplandık – Nil Karaibrahimgil | Vielleicht    |
| 5 | Pfau    | Giderim – Ahmet Kaya                        | Gewonnen      |
|   |         |                                             |               |
| 6 | Skelett | Can Bedenden Çıkmayınca – Barış Manço       | Ausgeschieden |

|   | Kostüm      | Lied, Originalinterpret                    | Ergebnis      |
| - | ----------- | ------------------------------------------ | ------------- |
| 1 | Ritter      | Gökte Yıldız Ay Misun – Modern Folk Üçlüsü | Ausgeschieden |
| 2 | Löwe        | Hüp – Tarkan                               | Gewonnen      |
|   |             |                                            |               |
| 3 | Einhorn     | Mavi Boncuk – Emel Sayın                   | Gewonnen      |
| 4 | Drache      | Yağmurlar – Şebnem Ferah                   | Gewonnen      |
|   |             |                                            |               |
| 5 | Dinosaurier | Sımsıkı Sıkı Sıkı – Kenan Doğulu           | Gewonnen      |

|   | Kostüm  | Lied, Originalinterpret      | Ergebnis      |
| - | ------- | ---------------------------- | ------------- |
| 1 | Reh     | Of Of – Gülşen               | Gewonnen      |
| 2 | Ente    | Bir Daha – Zeynep Bastık     | Gewonnen      |
| 3 | Rabe    | Feeling Good – Michael Bublé | Gewonnen      |
|   |         |                              |               |
| 4 | Spiegel | Ya Sonra – Ajda Pekkan       | Ausgeschieden |
| 5 | Pfau    | Maalesef – Mansur Ark        | Gewonnen      |

|   | Kostüm      | Lied, Originalinterpret           | Ergebnis      |
| - | ----------- | --------------------------------- | ------------- |
| 1 | Einhorn     | Onu Alma Beni Al – Sezen Aksu     | Gewonnen      |
| 2 | Pfau        | Sen Ağlama – Sezen Aksu           | Gewonnen      |
| 3 | Rabe        | Aşktan Ne Haber – Sezen Aksu      | Gewonnen      |
|   |             |                                   |               |
| 4 | Drache      | Kalbim Ege'de Kaldı – Sezen Aksu  | Ausgeschieden |
| 5 | Reh         | Kaç Yıl Geçti Aradan – Sezen Aksu | Gewonnen      |
| 6 | Rabe        | Seni Kimler Aldı – Sezen Aksu     | Gewonnen      |
| 7 | Dinosaurier | Kahpe Kader – Sezen Aksu          | Gewonnen      |
| 8 | Löwe        | Rakkas – Sezen Aksu               | Gewonnen      |

|   | Kostüm  | Lied, Originalinterpret                  | Ergebnis      |
| - | ------- | ---------------------------------------- | ------------- |
| 1 | Ente    | Haydi Söyle – İbrahim Tatlıses           | Gewonnen      |
| 2 | Pfau    | Duyanlara Duymayanlara – Cengiz Kurtoğlu | Gewonnen      |
| 3 | Löwe    | Dert Bende – Mine Koşan                  | Gewonnen      |
|   |         |                                          |               |
| 4 | Reh     | Benim İçin Üzülme – Ali Tekintüre        | Gewonnen      |
| 5 | Reh     | Gündüzüm Seninle – Ferdi Özbeğen         | Ausgeschieden |
| 6 | Einhorn | Bir Gülü Sevdim – Zeki Müren             | Gewonnen      |
| 7 | Rabe    | Beni Affet – Özcan Deniz & Ragıp Savaş   | Gewonnen      |

|   | Kostüm  | Lied, Originalinterpret                                         | Ergebnis      |
| - | ------- | --------------------------------------------------------------- | ------------- |
| 1 | Pfau    | Hayde – Kâzım Koyuncu                                           | Ausgeschieden |
| 2 | Reh     | Olduramadım – Özkan Uğur                                        | Ausgeschieden |
| 3 | Ente    | You’re the One That I Want – Olivia Newton-John & John Travolta | Ausgeschieden |
|   |         |                                                                 |               |
| 4 | Einhorn | Çilli Bom – Hababam Sınıfı                                      | Ausgeschieden |
| 5 | Löwe    | İsyan – Halil Sezai                                             | Gewonnen      |
| 6 | Rabe    | Eye of the Tiger – Survivor                                     | Ausgeschieden |

## Kontroverse
Die Sendung wurde in den sozialen Medien heftig kritisiert, da die Kostüme und Masken an „satanische und heidnische Rituale“ erinnern und es negative Auswirkungen auf Kinder hat. Nach Kritik begann FOX ab dem 8. Januar 2022 damit, in Trailern die Länder aufzulisten, in denen die Sendung ausgestrahlt wurde, um zu „betonen, dass die Sendung in vielen Ländern der Welt gesehen wird.“